# Poikilocytoza
Poikilocytoza – występowanie we krwi silnie zniekształconych krwinek czerwonych. Występuje ona między innymi w niedokrwistości hemolitycznej i Addisona-Biermera, u chorych na ostrą niewydolność nerek, mocznicę, mielofibrozę, nowotwory złośliwe i dziedziczną pyropoikilocytozę oraz eliptocytozę.